# Elizabeth Weir
La doctora Elizabeth Weir es un personaje ficticio en la serie de televisión de ciencia ficción Stargate Atlantis. El personaje es interpretado por Torri Higginson, aunque en su aparición original en Stargate SG-1 era interpretada por Jessica Steen.
La Dra. Weir era una diplomática de carrera de los Estados Unidos, encargada de la negociación de muchos tratados internacionales; era tan buena que Daniel Jackson se refirió a su trabajo al bosquejar el tratado entre la tierra y la Tok'ra. Tiene dos Ph.D.s, habla cinco idiomas, y enseñaba ciencia política en la universidad de Georgetown. 
Se involucró en el programa Stargate cuando el presidente entrante Henry Hayes la convocó para conducir el comando de Stargate, substituyendo a general George Hammond con el fin de poner una cara "civil" en la organización. Su trabajo allí fue breve pero acertado, desempeñando un papel clave en la defensa de la tierra del ataque de Anubis. 
El general de brigada Jack O'Neill la sustituyó luego y se la destinó a conducir las instalaciones de investigación que estudiaban el puesto de defensa de los Antiguos que había sido descubierto en la Antártida. Allí las coordenadas para la ciudad antigua de Atlantis fueron descubiertos, y ella fue designada a cargo de la expedición que fue enviada a la galaxia de Pegasus para explorar la ciudad de Atlantis.
En el primer episodio de la cuarta temporada Weir se sacrifica deteniendo al líder de los Asurans Oberoth mientras que el equipo escapa con un MPC para llevar a la ciudad de Atlantis a un nuevo planeta, su destino es desconocido. Más tarde, volverá a aparecer uno de sus clones, junto con los clones de Sheppard, Teyla y Ronon, y entregan a los originales una tabla que permite saber donde se encuentran las naves replicantes en tiempo real. Lamentablemente, para ello, tienen que sacrificarse.
En el siguiente capítulo, con la información de la tabla, una alianza entre Wraith y humanos permite destruir el planeta natal de los replicantes. Al final del capítulo, vemos que no todos han sido destruidos, sino que Elisabeth comanda una única nave replicante y comenta con su tripulación que ahora pueden actuar sin ser vigilados.
Posteriormente, es revelado que la conciencia de Elizabeth sobrevivió a pesar de haber pasado a formar parte de los Replicantes. Ella y un grupo de replicantes rebeldes intentaban conseguir la ascensión y para ello abandonan sus cuerpos y transforman su conciencia en un campo eléctrico, de manera que esta pueda existir en el subespacio. Pero esa no era la manera correcta de ascender y la doctora Wier, tras investigar por toda la galaxia, logra ingeniárselas para volver a Atlantis y construir cuerpos para cada uno de los Replicantes que la acompañaban después de convencer a la expedición de que solo buscarán la manera de transformar sus cuerpos en humanos. 
Más debido a los problemas surgidos con uno de sus compañeros, pierden la confianza del equipo y se ve obligada a sacrificarse y los demás replicantes para que nunca más causen problemas a Atlantis.